# LGBTQ u Gvatemali
Prava LGBT+ osoba nisu razvijena u Gvatemali. LGBTQ osobe često se suočavaju s brojnim izazovima, homofobijom i transfobijom. Gvatemalsko je društvo uvelike heteronormativno.

## Zakon
Istospolni su odnosi legalni od 1871. godine te je dob pristanka 18 godina. Unatoč tome, ne postoji zakon koji bi štitio LGBT osobe od diskriminacije. Mnoge LGBT osobe prezrene su i odbačene. Gvatemala ne prepoznaje istospolnu zajednicu.

## Povijest
Prije nego što je katoličanstvo postalo glavna religija, Maje, preci Gvatemalaca, bile su tolerantne prema homoseksualnosti. Danas, retorika Katoličke Crkve prema LGBTQ osobama negativna je te potpiruje mržnju i nasilje.

## Poznate osobe
- Sandra Morán – političarka (lezbijka)
- Aldo Dávila — političar (gej)